# Esquellada
L'esquellada o cresta de gall (Rhinanthus minor) és una angiosperma pertanyent a la família de les escrofularàcies.

## Etimologia
- Rhinanthus: mot grec format per rhina (ῥίνη, nas) i anthus (ἄνθος, flor), que significa "flor de nas" en al·lusió a la forma de la corol·la.[2]
- minor: mot llatí que significa: més xicotet que un altre.[3]

## Noms vernacles
Ascallades (B), esquellada (C), esquellada petita (C), fonollades (B), fonollades grogues (B), fonullades grogues (VN), fusellades (B, C), herba esquellera (A), matablat (PV), pollet (C) i sorolla (A).

## Descripció
És un teròfit menut de fins a 50 cm amb fulles oposades i oblongolanceolades, amb dents agudes i patents. La inflorescència és una espiga terminal, amb bràctees dentades a la base de les flors. El calze és comprimit i inflat, més curt que la bràctea corresponent. La corol·la és bilabiada i de color groc amb el llavi superior amb forma de casc, és comprimit i presenta dues dents subapicals de color lilòs. L'androceu és didínam, té els estams superiors més curts que els inferiors. El gineceu té un ovari bilocular. Floreix de maig fins a agost. El fruit és una càpsula que conté poques llavors alades. Es diferencia de R. pumilus per presentar una corol·la de menys d'1,5 cm, amb les dents del llavi superior menors d'1 mm.

## Hàbitat, ecologia i distribució
Presenta una distribució eurosiberiana. Als Països Catalans té una freqüència rara. Apareix als Pirineus, al nord de la Serralada costanera catalana, a la septentrional de la Serra d'Espadà i en zones d'interior del Maestrat, així com en alguna zona entre els Parcs Naturals de la Tinença de Benifassà i de Els Ports.
Creix en herbassars humits, en prats mesòfils, vorades de bosc i en alguna ocasió en pedregars, des dels 100 als 2100 m d'altitud. Creix en sòls pobres en nitrogen (planta bioindicadora) i, dèbilment àcids (4,5 - 7,5) i millor a sol directe, encara que suporta l'ombra.
A més, es tracta d'un hemiparàsit d'arrels, sobretot de poàcies i fabàcies, per això es pot utilitzar per baixar la pressió competitiva de les gespes amb la finalitat de transformar el terreny en una praderia floral més biodiversa. S'ha observat que és una planta búnquer per als àfids, és a dir, els atrau però els aguanta bé, afectant poc al seu desenvolupament. Són una bona eina per mantindre la fauna auxiliar a les parcel·les.

## Galeria

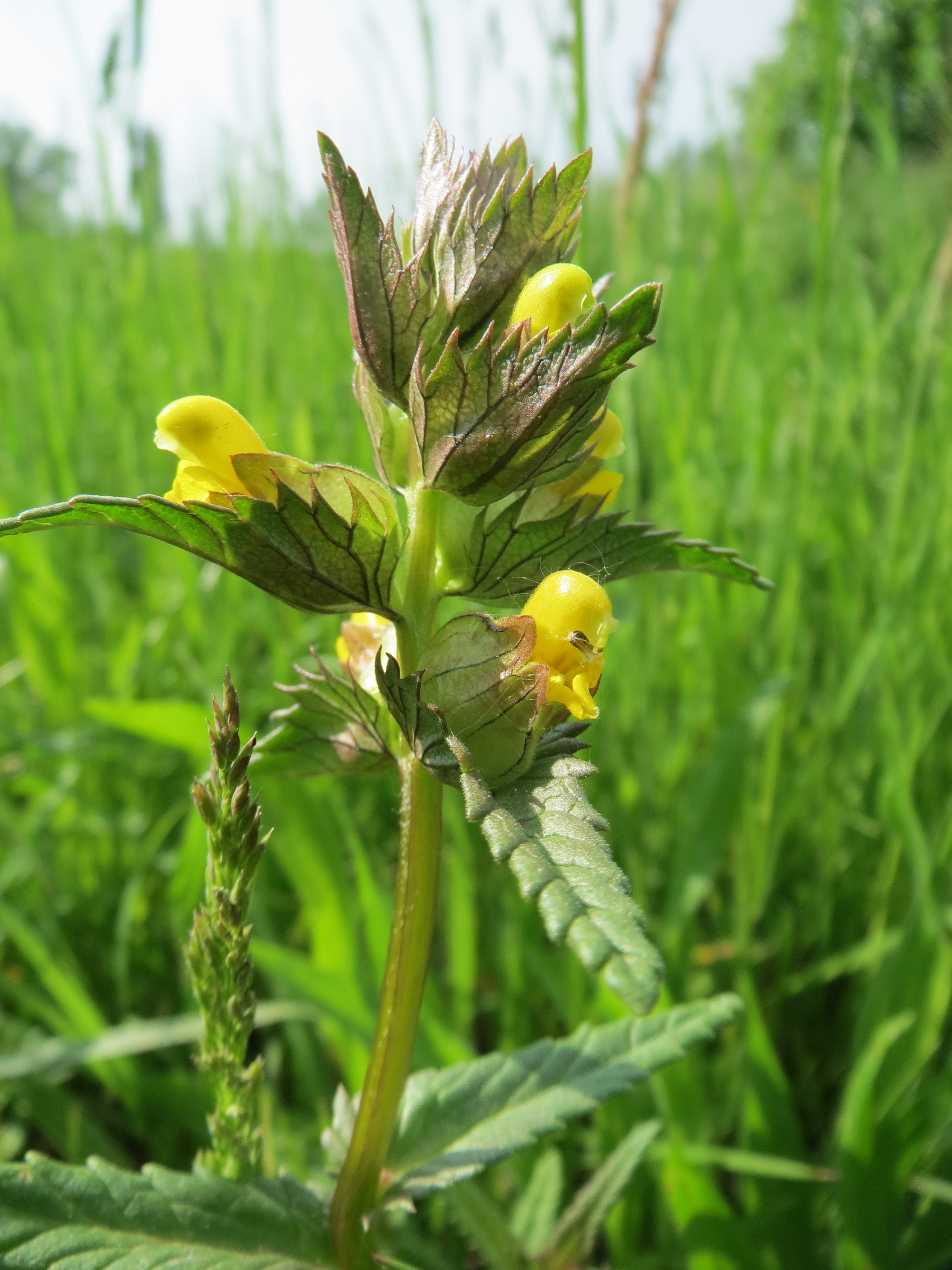
Fulles i inflorescència
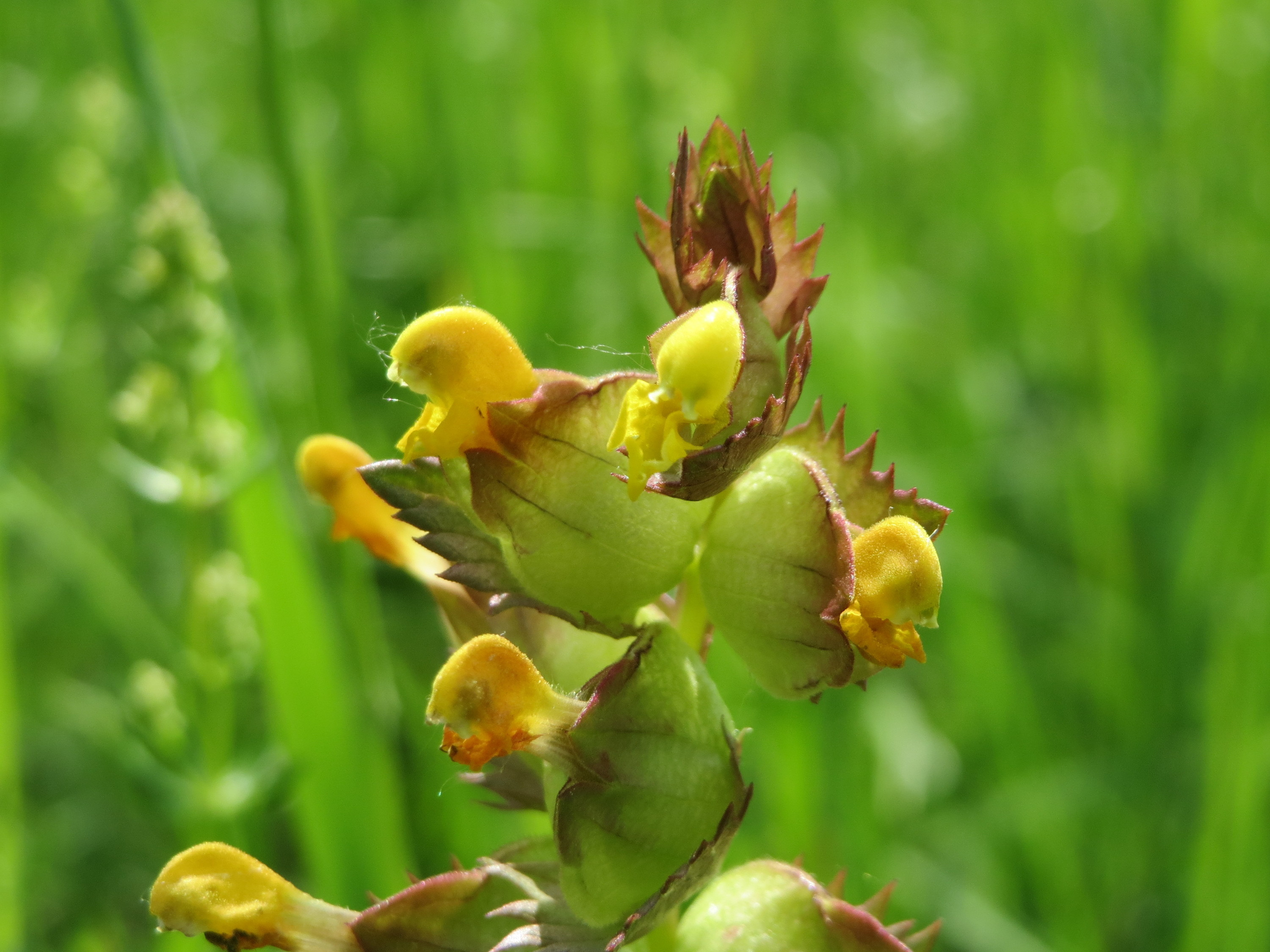
Detall de la inflorescència
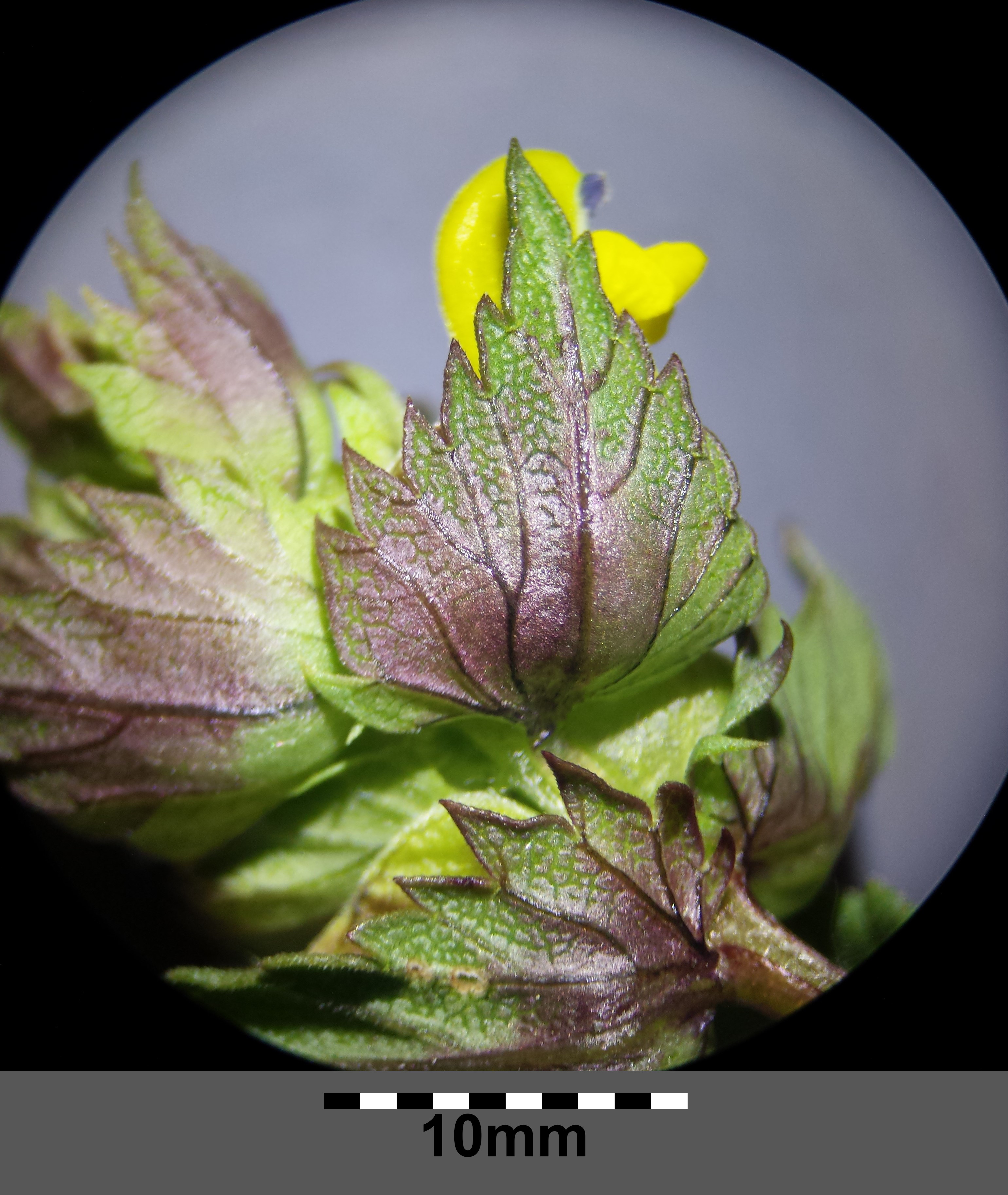
Detall de la bràctea
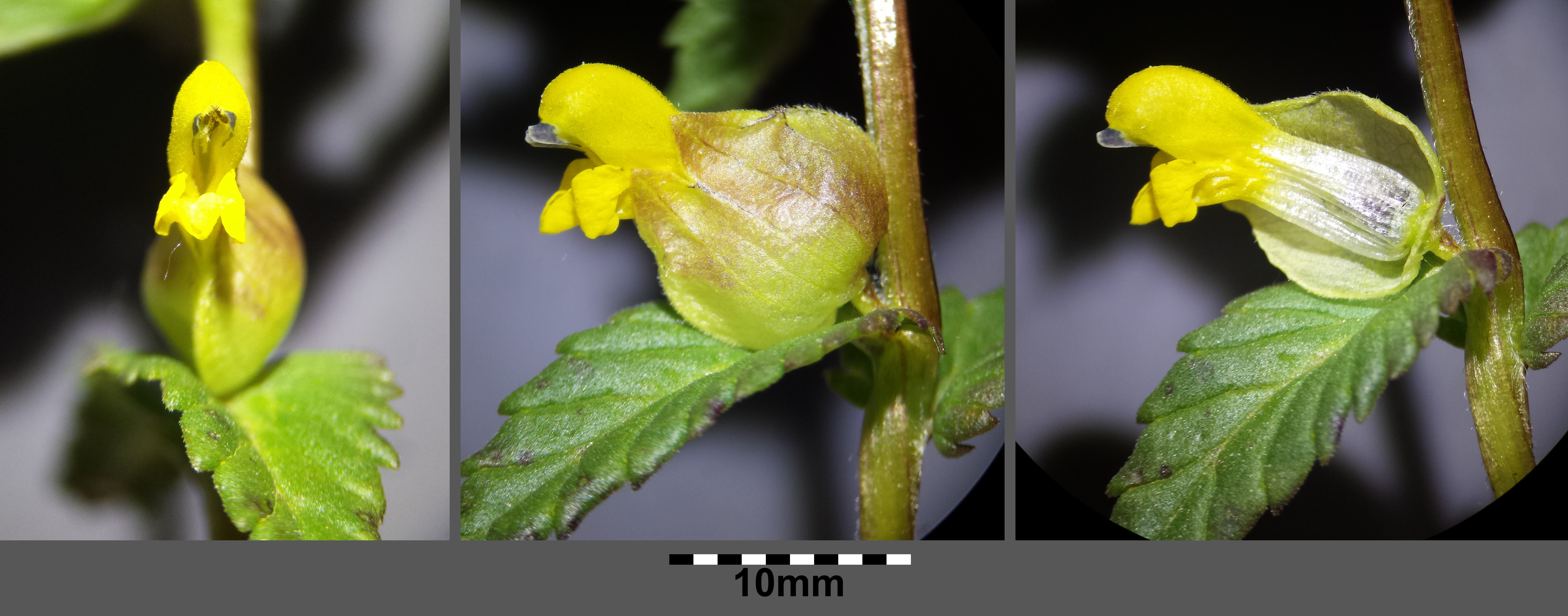
Detall de la flor
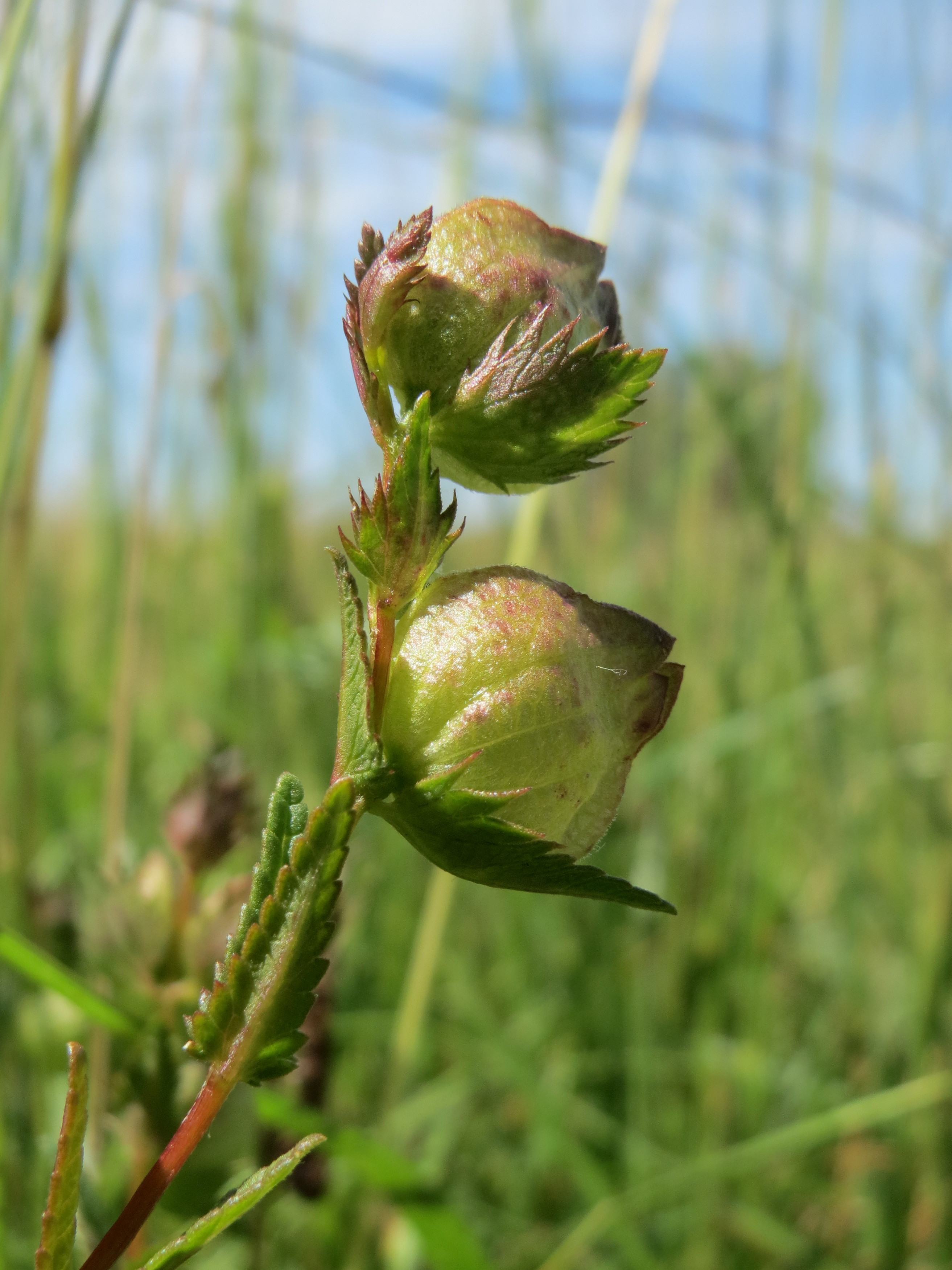
Fruit verd
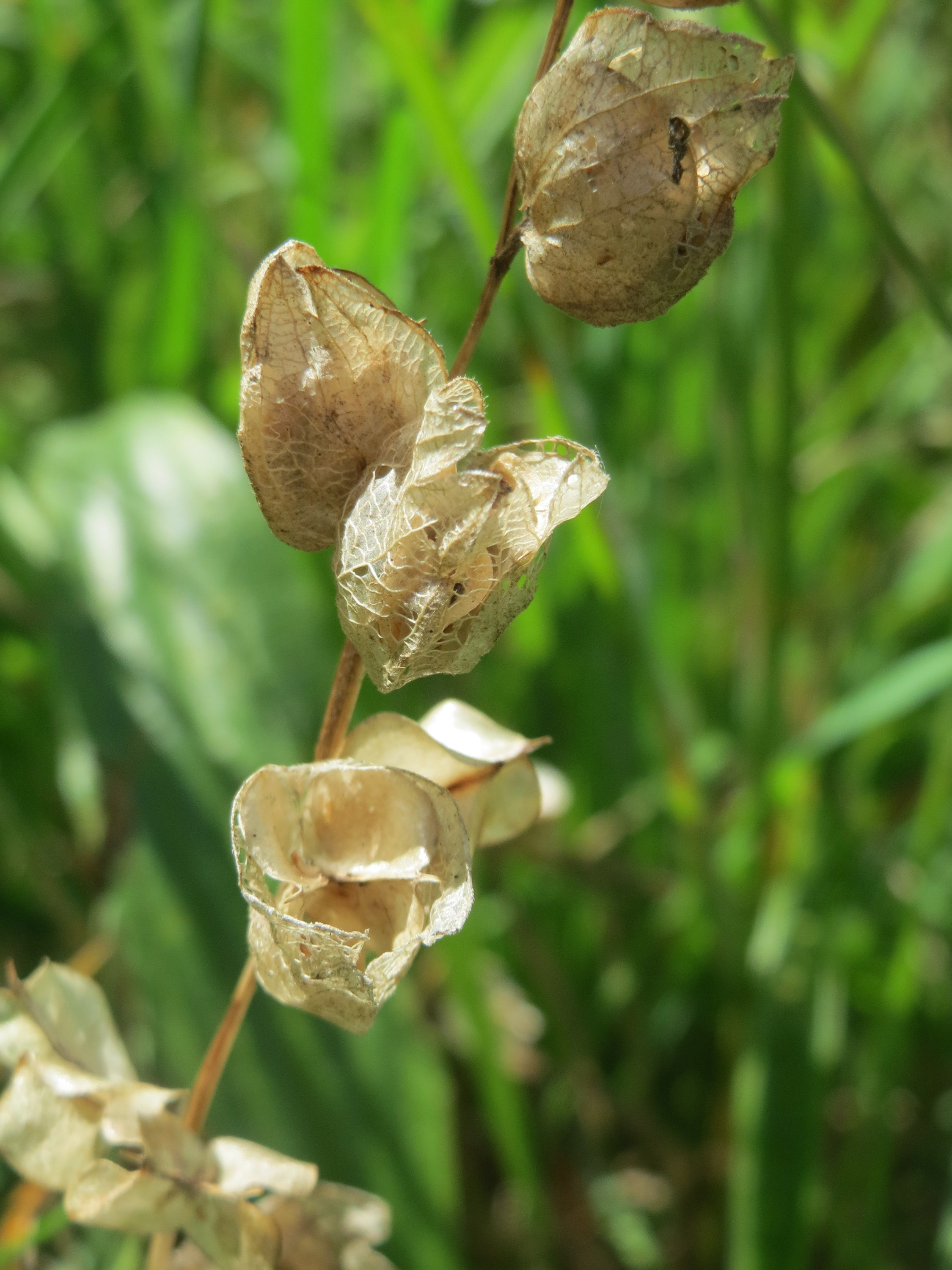
Fruit sec
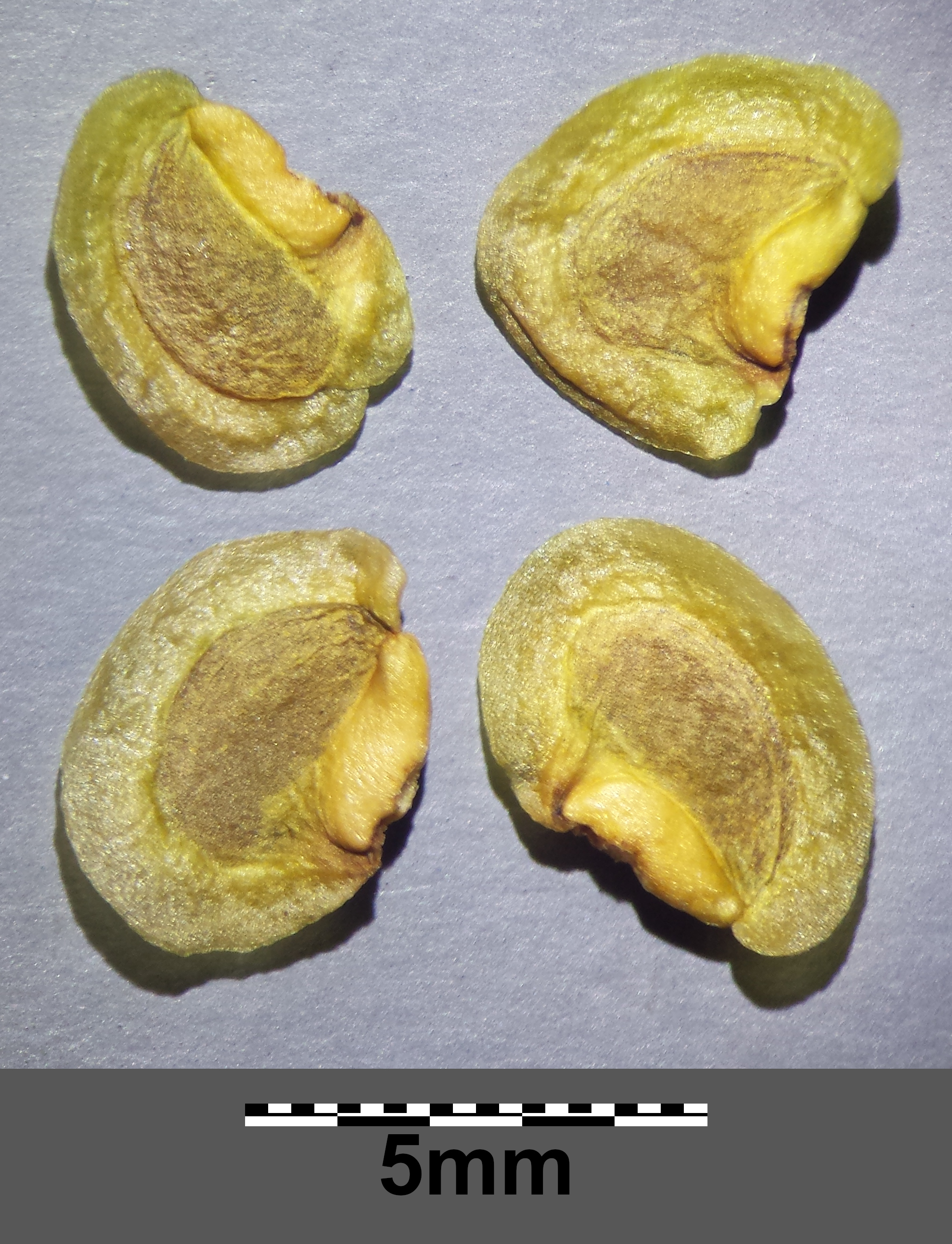
Llavors
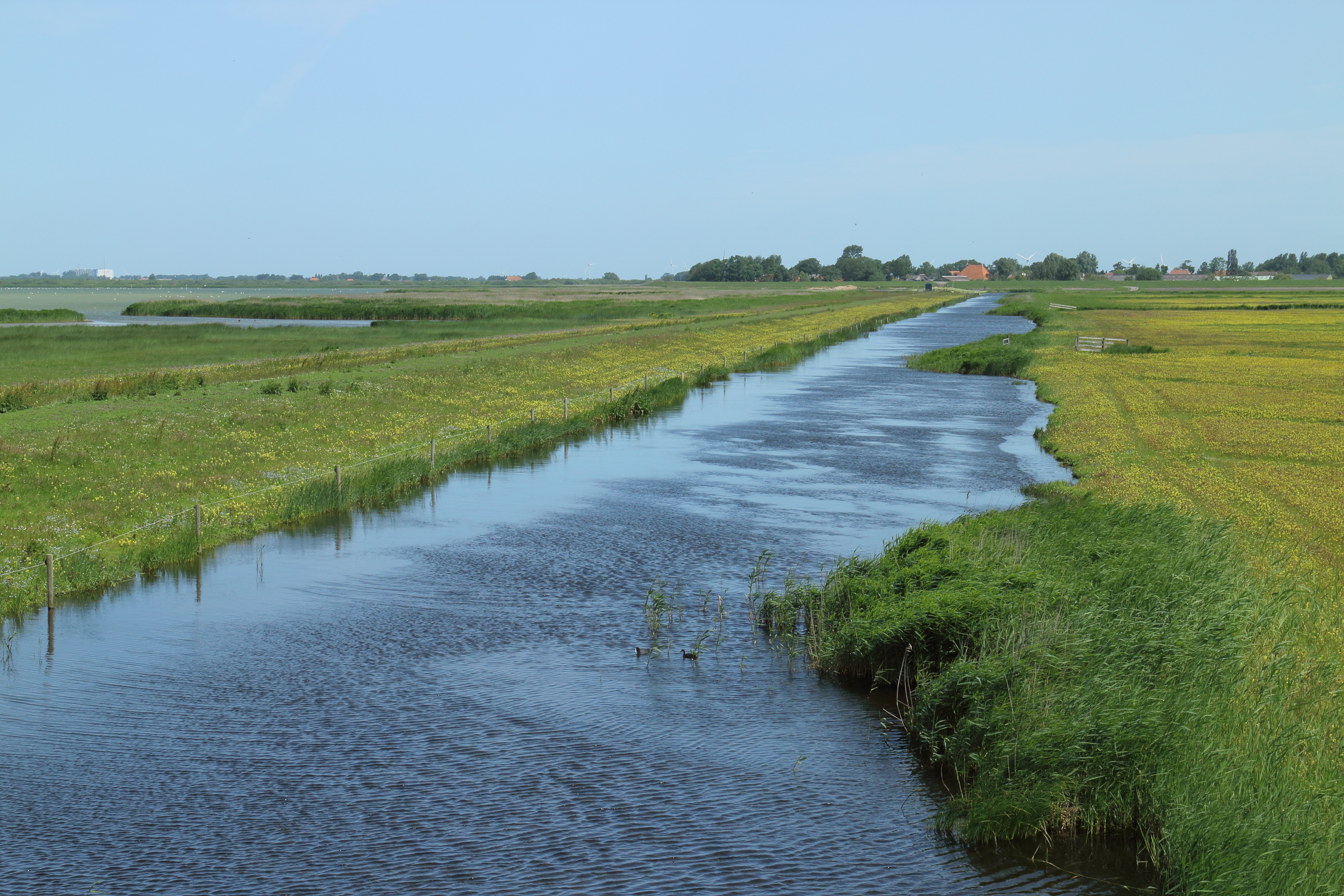
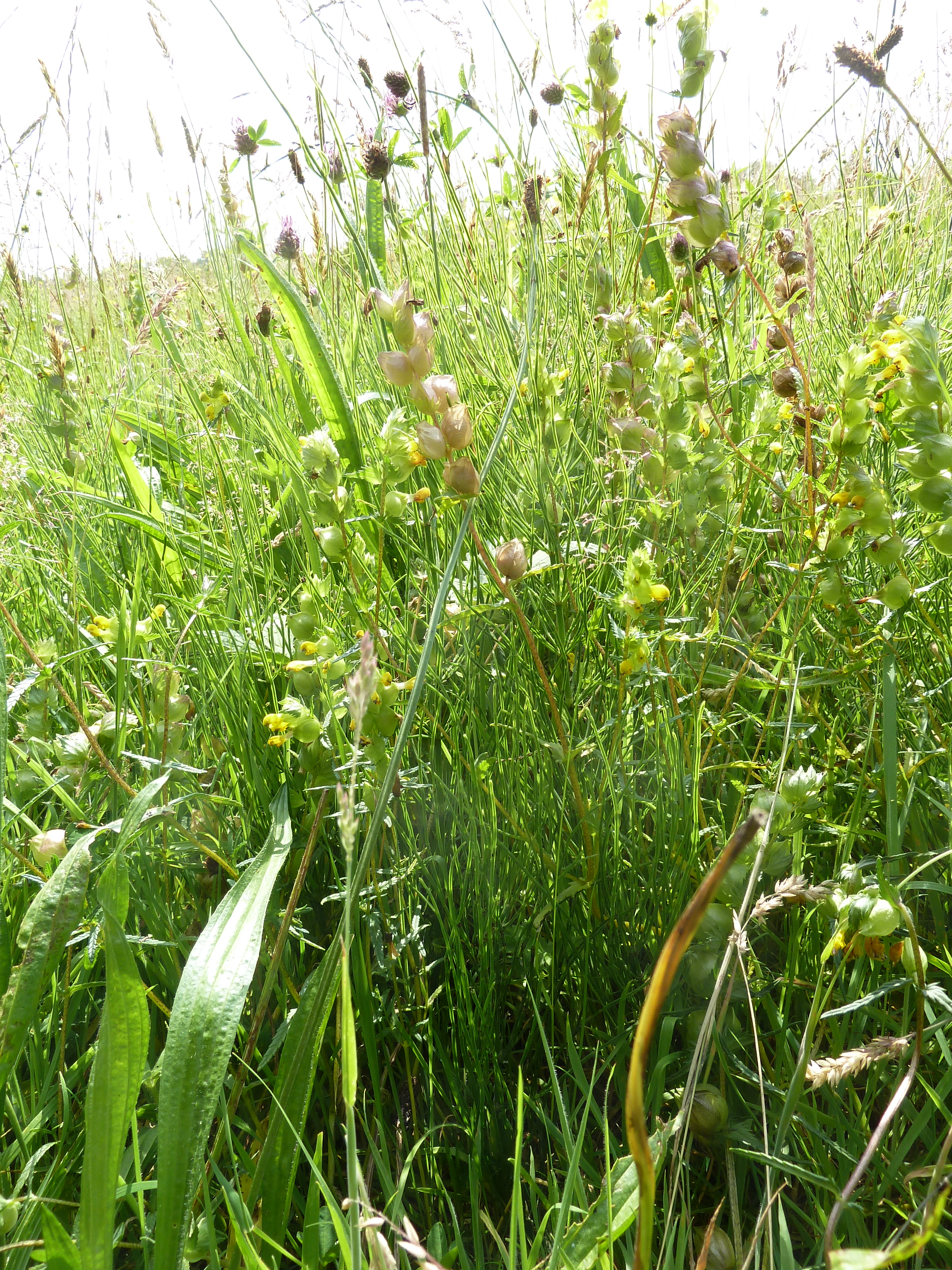
Comunitat florística de prat mesòfil